# Чібісов Дмитро Олегович
Дмитро Олегович Чібісов  (нар. 23 грудня 1978) — прокурор Полтавської області.

## Освіта
2000 року закінчив Національну юридичну академію України ім. Ярослава Мудрого.

## Життєпис
2000 — початок роботи в органах прокуратури на посаді слідчого Хмельницької міжрайонної прокуратури Вінницької області. У подальшому працював:
- слідчим прокуратури Дніпровського району Києва, прокурором і старшим прокурором відділів прокуратури Києва;
- начальником відділу захисту прав і свобод громадян та інтересів держави управління правозахисної діяльності, протидії корупції та злочинності у сфері транспорту прокуратури столиці;
- заступником прокурора Оболонського району міста Києва.
- Липень 2014 — жовтень 2014 — міжрайонний прокурор Переяслав-Хмельницької прокуратури Київської області
- Жовтень 2014 — лютий 2015 — заступник прокурора Київської області.
- Лютий 2015 — липень 2016 — прокурор Чернігівської області.
- З липня 2016 — липень 2018 - прокурор Київської області.
- З липня 2018 року - прокурор Полтавської області.

### Прокурор
З часу призначення на посаду прокурора Київської області до судів області пред'явлено позовів майже на 11 млрд грн. Задоволено 663 позови (5 млрд грн).[джерело?]
Як приклад, рішенням господарського суду Київської області у грудні 2016 року задоволено позов прокуратури області в інтересах держави в особі Кабінету Міністрів, ДП «Бориспільське лісове господарство» до ряду юридичних осіб щодо 33 га лісових земель вартістю 171 млн грн. в межах Процівської сільської ради Бориспільського району. Право власності відповідачів скасовано.
Призначення Чібісова прокурором Київської області викликало шквал критики. Зокрема, відома журналістка та екс-керівник прес-служби столичної прокуратури Олена Яхно наголосила, що таке призначення шокує. Вона зазначила, що Чібісова у прокуроських колах усі знають як «фахівця зі збору данини з кіосків».
2017 року Чібісову присвоєно чин державного радника юстиції 3 класу, що прирівнюється до звання генерала.

### Справи
- 2017 — повернуто у власність держави з незаконного володіння родини колишнього ректора Податкової академії реабілітаційно-оздоровчий комплекс «Сосновий бір», вартістю 17,7 млн грн та площею 7 тис. м²[5].
- У березні 2018 року задоволено апеляційну скаргу прокуратури Київської області та скасовано рішення місцевого суду про відмову в задоволенні вимог прокурора щодо витребування на користь держави ділянки лісогосподарського призначення площею 8 га вартістю 225 млн грн.[6]
- 2017 — прокуратура Київської області знешкодила організовану у складі 10 осіб, яка погрожуючи знищенням бізнесу, займалась вимаганням грошей на території Київщини[7].
- Викрито злочинне угрупування «чорних трансплантологів» у складі чотирьох осіб, які в інтернет шукали людей для трансплантації нирок[8].
- Знешкоджено групу наркоторговців у складі 4 осіб, які займались виробництвом та продажем метадону[9].
- 2017 — скеровано до суду обвинувальний акт щодо організованої групи, яка у нарколабораторії виробляла метадон та продавал його[10]
- У жовтні 2017 — знешкодили злочинну групу колекторів, яка вимагала у людей гроші[11].
- У листопаді 2017 — затримано злочинну групу, яка за гроші переправляла громадян В'єтнаму через кордон України для трудової експлуатації[12].
- У грудні 2017 — затримано учасників злочинного наркоугруповання, що розповсюджувало наркотики[13]

## Скандали
- Федерація мотоциклетного спорту України (ФМСУ) звинуватила прокурора Чібісова у рейдерському захопленні тренувальної бази в місті Буча на користь забудовників.[14]
- Працівники органів внутрішньої безпеки прокуратури передали журналістам інформацію, яка викриває систематичне зловживання службовим становищем Чібісовим на посаді прокурора Чернігівської області[15][неавторитетне джерело].
- Співробітники Чернігівської прокуратури у відкритому листі звинуватили Чібісова у неправомірних діях у поводженні з колективом, моральному знущанню над співробітниками, зловживанні службовим становищем і вживанні наркотичних засобів на робочому місці[16][неавторитетне джерело].
- Активісти громадської ініціативи «Україна STOP наркотик» пікетували прокуратуру Київської області з вимогою до обласного прокурора Чібісова припинити вживати важкі наркотичні речовини[17][неавторитетне джерело].
- Посилаючись на виписку з реєстру майнових прав, журналісти повідомили, що Чібісов у грудні 2016 року приватизував державну квартиру площею 84 м² по вул. Григорія Ващенка, 7 у Дарницькому районі Києва. Співвласниками житла стали син і дочка прокурора.[18]
- Чібісов зірвав засідання Кваліфікаційно-дисциплінарної комісії прокурорів (КДКП), яка розглядала відкрите дисциплінарне провадження стосовно нього. На Чібісова до КДКП надійшло близько 10 скарг.[19]
- Чібісова звинувачували у прикриванні незаконного видобутку піску на Київщини. ЗМІ стверджували, що Чибісов на посаді обласного прокурора Київщини дав неофіційну вказівку до 1 листопада 2017 року отримати рішення судів на «маски-шоу» на більшості легальних підприємств, які добувають пісок на території області. Таким чином, використовуючи прокурорський тиск на суддів та фабрикуючи фіктивні кримінальні провадження, Чібісов витісняє із ринку сильних гравців. На їхнє ж місце прокурор просуває власні підприємства, яким сприяє в отриманні усіх потрібних дозволів"[3][неавторитетне джерело].
- За даними інтернет-видання «ОРД», Чібісов отримав на підставних осіб 20 квартир у житловому комплексі «Гранд Бурже», будівництво якого наразі відбувається у місті Буча Київської області без належних документів та з численними порушеннями. Було підписано відповідні угоди про спільну діяльність між людьми Чібісова та інвестором[20][неавторитетне джерело].
- Знайдена у грудні 2017 року вбитою правозахисниця Ірина Ноздровська звинувачувала Київську обласну прокуратуру у бездіяльності щодо розслідування вбивства Дмитром Росошанським своєї сестри — Світлани Сапатінської[21]. За інформацією журналістів — вбивця Дмитро Росошанський є другом Чібісова, через що прокуратура гальмує розслідування справи Сапатінської.[22][неавторитетне джерело]

## Нагороди
- Орден святого князя Володимира Великого III ступеня (УПЦ Київського патріархату)[23]. За даними сайту «Голос УА», Чібісов купив собі дану «церковну» нагороду[24]
- Заслужений юрист України[25]

## Родина
- Дружина — Марина Володимирівна,
- донька Чібісова Каріна Дмитрівна,
- син Чібісов Тимур Дмитрович.